# Washington Wing Civil Air Patrol
A Washington Wing Civil Air Patrol (WAWG) é uma das 52 "alas" (50 estados, Porto Rico e Washington, D.C.) da "Civil Air Patrol" (a força auxiliar oficial da Força Aérea dos Estados Unidos) no Estado do Washington. A sede da Washington Wing está localizada na McChord Air Force Base parte da Joint Base Lewis–McChord, ao sul de Tacoma no Condado de Pierce, Washington. A Washington Wing consiste em mais de 1.200 cadetes e membros adultos distribuídos em 26 locais espalhados por todo o Estado.
A ala do Estado de Washington é membro da Região do Pacífico da CAP juntamente com as alas dos seguintes Estados: Alaska, California, Hawaii, Nevada e Oregon.

## Missão
A Civil Air Patrol (CAP) tem três missões: fornecer serviços de emergência; oferecer programas de cadetes para jovens; e fornecer educação aeroespacial para membros da CAP e para o público em geral.

## Serviços de emergência
A CAP fornece ativamente serviços de emergência, incluindo operações de busca e salvamento e gestão de emergência, bem como auxilia na prestação de ajuda humanitária.
A CAP também fornece apoio à Força Aérea por meio da realização de transporte leve, suporte de comunicações e levantamentos de rotas de baixa altitude. A Civil Air Patrol também pode oferecer apoio a missões de combate às drogas.
Em março de 2021, como parte da resposta da Civil Air Patrol no combate à pandemia COVID-19, membros da Washington Wing forneceram apoio em três pontos de distribuição da vacina.

## Programas de cadetes
A CAP oferece programas de cadetes para jovens de 12 a 21 anos, que incluem educação aeroespacial, treinamento de liderança, preparo físico e liderança moral para cadetes.

## Educação Aeroespacial
A CAP oferece educação aeroespacial para membros do CAP e para o público em geral. Cumprir o componente de educação da missão geral da CAP inclui treinar seus membros, oferecer workshops para jovens em todo o país por meio de escolas e fornecer educação por meio de eventos públicos de aviação.

## Organização

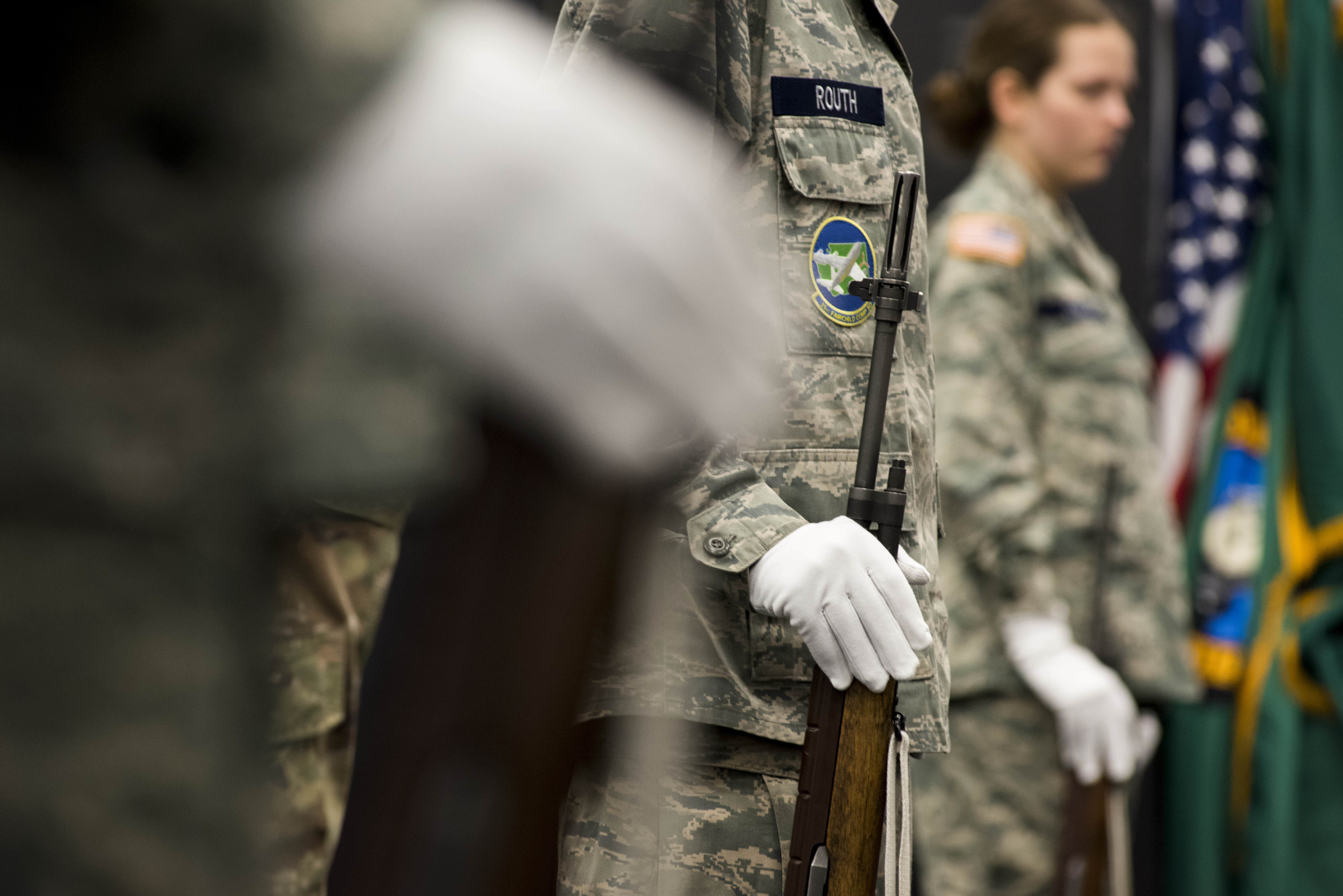
Cadetes do "21st Fairchild Composite Squadron" da Washington Wing recebem instruções sobre procedimentos de rifle realizados pelos guardas de honra da 92ª Ala de Reabastecimento Aéreo.

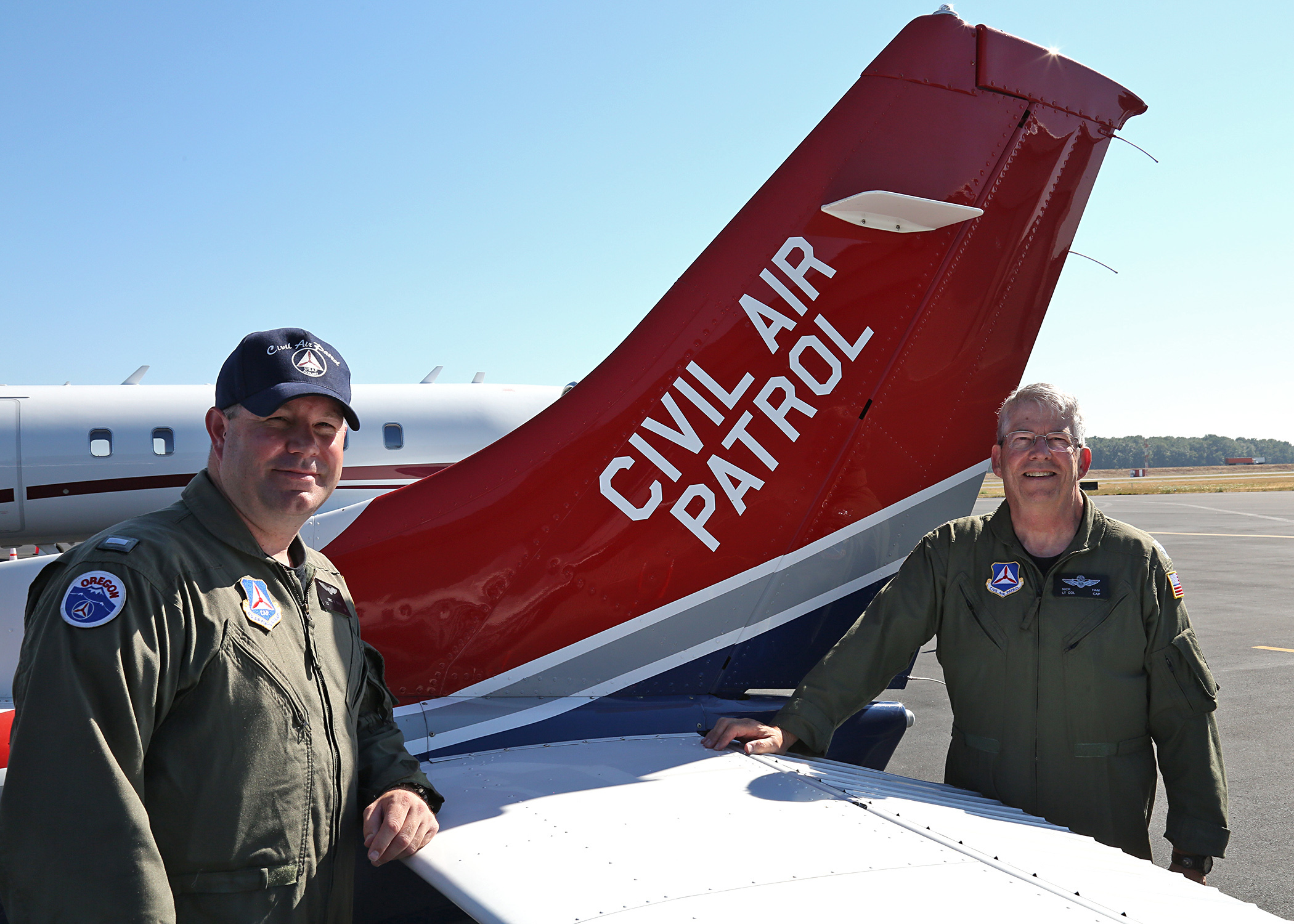
Membros Oregon Wing posam para uma foto com um Cessna 182 Skylane que voaram para apoiar um exercício de prontidão com treinamento de vôo real conhecido como "CrossTell" do "Alerta de Controle Aeroespacial".

| Grupo     | Designação | Nome do Esquadrão                     | Localização       |
| --------- | ---------- | ------------------------------------- | ----------------- |
|           | WA-001     | Washington Wing HQ                    | Lewis–McChord AFB |
|           | WA-999     | Washington State Legislative Squadron | Lewis–McChord AFB |
| Northwest | WA-093     | Arlington Composite Squadron          | Marysville        |
|           | WA-015     | Bellingham Composite Squadron         | Bellingham        |
|           | WA-091     | Dungeness Composite Squadron          | Sequim            |
|           | WA-068     | Northshore Composite Squadron         | Bothell           |
|           | WA-050     | Overlake Composite Squadron           | Redmond           |
|           | WA-049     | Paine Field Composite Squadron        | Snohomish         |
|           | WA-051     | Peninsula Composite Squadron          | Bremerton         |
|           | WA-018     | Seattle Composite Squadron            | Seattle           |
|           | WA-046     | Skagit Composite Squadron             | Burlington        |
| Southwest | WA-002     | Green River Composite Squadron        | Kent              |
|           | WA-080     | Fort Vancouver Composite Squadron     | Vancouver         |
|           | WA-110     | Lewis County Composite Squadron       | Centralia         |
|           | WA-039     | McChord Composite Squadron            | McChord AFB       |
|           | WA-007     | Mount Rainier Composite Squadron      | Puyallup          |
|           | WA-069     | Renton Composite Squadron             | Renton            |
|           | WA-019     | South Sound Composite Squadron        | Olympia           |
| Eastern   | WA-021     | 21st Fairchild Composite Squadron     | Fairchild AFB     |
|           | WA-011     | Columbia Basin Composite Squadron     | Ephrata           |
|           | WA-093     | Deer Park Composite Squadron          | Deer Park         |
|           | WA-092     | Inter-State Composite Squadron        | Pullman           |
|           | WA-100     | Northern Desert Composite Squadron    | Omak              |
|           | WA-004     | Pangborn Composite Squadron           | Wenatchee         |
|           | WA-003     | Spokane Composite Squadron            | Spokane           |
|           | WA-082     | Tri-Cities Composite Squadron         | Richland          |
|           | WA-005     | Twin W Composite Squadron             | Walla Walla       |
|           | WA-044     | Yakima Composite Squadron             | Yakima            |

## Proteção legal
De acordo com a lei de Washington, é ilegal para um empregador dentro das fronteiras de Washington punir ou demitir um funcionário que seja membro da Civil Air Patrol, devido a esse funcionário tirar uma licença para participar de uma operação de emergência como parte da CAP.